# Iglesia de San Millán (Los Balbases)
La iglesia de San Millán se encuentra en el municipio de Los Balbases, Provincia de Burgos (España). Está ubicada en un cerro, sobre el barrio al que da su nombre - balcón de la vega de "Vallehermoso". Está dedicada a San Millán. Su estructura arquitectónica se realiza en estilo gótico en la segunda mitad del siglo XIII, sobre restos anteriores tardorrománicos. Tiene dos portadas. Una, a los pies de la iglesia, es de un gótico arcaizante, mediados del siglo XIII. La principal, de finales del siglo XIII, está decorada con gran riqueza escultórica en sus arquivoltas y frontón, pero en deficiente estado de conservación. La iglesia tiene planta de salón, con tres naves y tres ábsides, conservando algunos elementos tardorrománicos en sus columnas.
La arquitectura del retablo del altar mayor es barroca, obra del retablista José Carcedo (autor, así mismo, del retablo de la iglesia de San Esteban), que lo realizó en los años 1780-1784. Esta arquitectura enmarca una colección de tablas hispanoflamencas de finales del siglo XV, obras del pintor Alonso de Sedano, que representan escenas de la vida de San Millán de la Cogolla. Es notable el artesonado del coro, pintura de estilo gótico-mudéjar, de mediados del siglo XV, con escenas de caza, de la vida rural y ciudadana, escudos heráldicos y motivos floreados y lineales, que estuvo oculto por un cielo raso hasta hace pocos años, por lo que su estado de conservación es bueno.
Así mismo, en uno de los retablos laterales, podemos apreciar una imagen de Cristo crucificado, de estilo gótico, finales del siglo XIII. En la iglesia se conservan también algunos otros retablos de los ss.XVII y XVIII, y la caja barroca de un órgano allí existente, cuyos tubos y secretos han desaparecido.